# Helena Merenholc

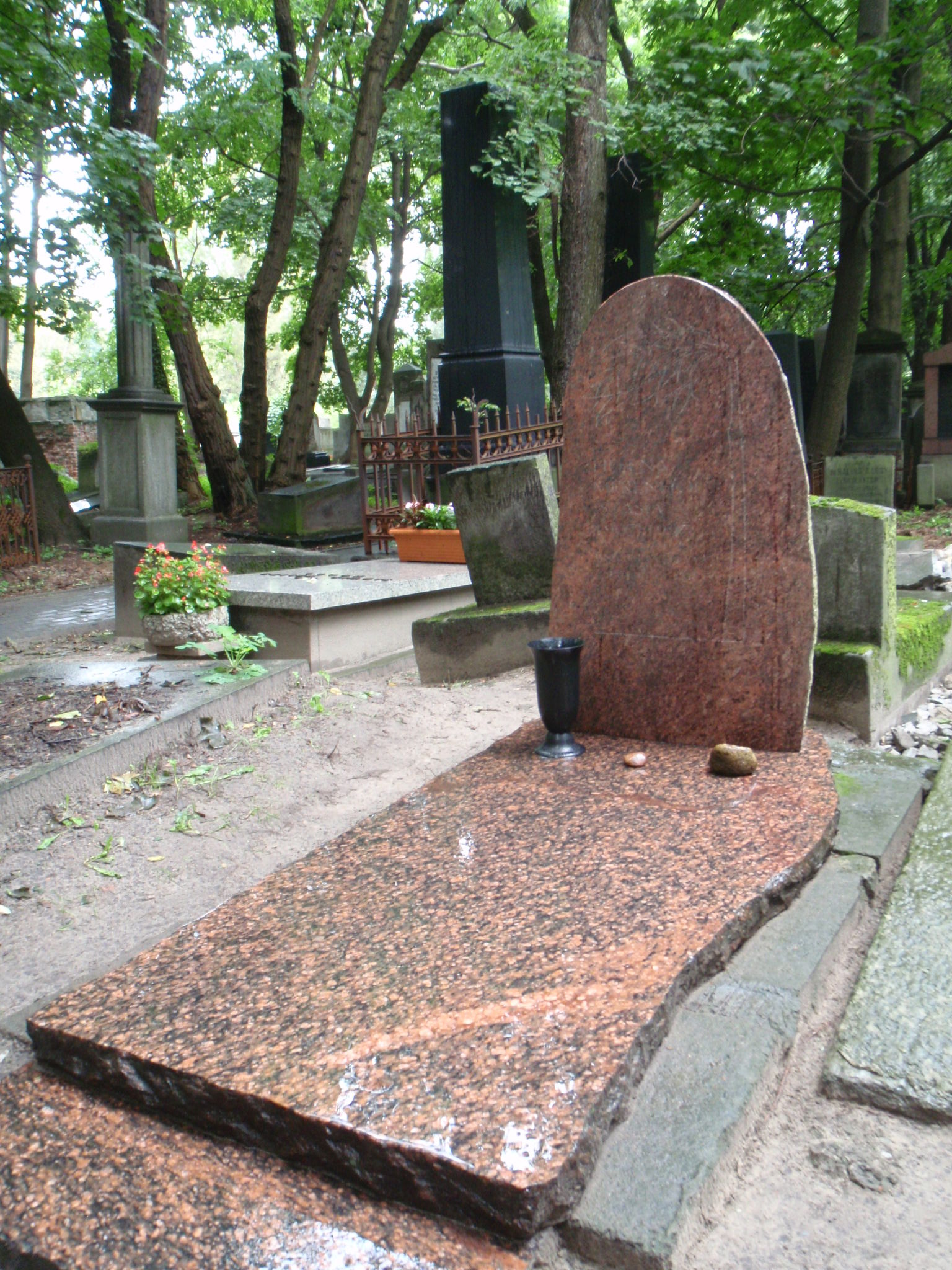
Grób Heleny Merenholc na cmentarzu żydowskim przy ul. Okopowej w Warszawie

Helena Merenholc (ur. 15 marca 1911 w Warszawie, zm. 19 stycznia 1997 tamże) – polska psycholog dziecięca, pedagog i reżyser radiowa.

## Życiorys
Urodziła się w rodzinie ortodoksyjnego Żyda Arie Mordki Merenholca i Gitli z Rozenblatów. Miała pięcioro rodzeństwa: Henryka (zmarł jako dziecko w 1918 r.), Eugeniusza (prawnika, po wojnie pracował w „Polfie” w Jeleniej Górze), Zenona (ur. 1911, absolwent chemii na Politechnice Warszawskiej, zastrzelony na skutek donosu w Ostrogu w 1941 roku), Rebekę (emigrowała po wojnie do Stanów Zjednoczonych) i Annę (ur. 3 grudnia 1900, studiowała chemię na UW w latach 1919–1925, pracowała w firmie farmaceutycznej AP Kowalski, w 1936 r. wyemigrowała do Stanów Zjednoczonych). W domu mówiło się po polsku, dzieci nie znały jidysz. 
Uczyła się w gimnazjum Kochanowskiej przy ul. Złotej, którą zmieniła na koedukacyjną eksperymentalną szkołę Felicji Buki przy ul. Orlej. Po zdaniu matury studiowała psychologię w Wolnej Wszechnicy Polskiej (1926–1936). Praktyki odbywała na oddziale psychiatrii żydowskiego szpitala na Czystem. 
Po ukończeniu studiów pracowała w Poradni Pedologicznej Towarzystwa Przyjaciół Dzieci przy ul. Elektoralnej. Była także jedną ze współpracownic Janusza Korczaka. 
Po wybuchu II wojny światowej została przesiedlona do getta warszawskiego, gdzie podjęła pracę w Centralnym Towarzystwie Opieki nad Sierotami i Dziećmi Opuszczonymi Centosie jako organizatorka kącików dziecięcych. Współpracowała z Zofią Rosenblum-Szymańską, której pomagała po opuszczeniu getta, kiedy ta ukrywała się w domu sióstr w Ożarowie. 6 marca 1943 przedostała się na stronę aryjską i wyrobiła sobie fałszywe dokumenty na nazwisko Stanisława Królikowska. Od 15 kwietnia tego roku ukrywała się wraz z Rachelą Auerbach w pokoju znajdującym się kamienicy na rogu ulic Próżnej i Grzybowskiej. Od tego czasu była aktywnym współpracownikiem Rady Pomocy Żydom oraz łączniczką Żydowskiego Komitetu Narodowego. Podczas powstania warszawskiego, w połowie sierpnia 1944 znalazła się w obozie w Pruszkowie, jednak zdołała uciec. Zamieszkała w Piastowie i nadal prowadziła akcje pomocowe. 
Po zakończeniu wojny pozostała w Polsce. Podjęła pracę w Polskim Radiu, gdzie przez wiele lat była kierownikiem literackim Redakcji Audycji Dziecięcych. Wróciła do swojego prawdziwego nazwiska. W Polskim Radiu pracowała do 13 grudnia 1981 roku. Wyreżyserowała kilkadziesiąt przedstawień i słuchowisk dla dzieci.
Po 1976 w jej pokoju przy ul. Nobla na Saskiej Kępie spotykali się działacze Komitetu Obrony Robotników.
Zmarła w Warszawie, pochowana na cmentarzu żydowskim przy ulicy Okopowej (kwatera 9, uliczka 1).

## Odznaczenia
- Krzyż Kawalerski Orderu Odrodzenia Polski (1954)[4]